# Verband der Gründer und Selbstständigen Deutschland
Der Verband der Gründer und Selbstständigen Deutschland e. V. (VGSD) ist ein branchenübergreifender, bundesweit agierender Verein mit Sitz in München. Er wurde im Juni 2012 gegründet.

## Aufgaben
Der VGSD richtet sich an Gründer sowie selbstständige Einzelunternehmer und kleine Unternehmen mit 9 oder weniger Mitarbeitern. Der Verein versteht sich als deren Interessenvertretung. Seine Aufgaben nimmt er wahr mittels Pressearbeit, Social-Media-Aktionen, Stellungnahmen zu aktuellen Gesetzesvorhaben, Gesprächen mit Politikern, Teilnahme an Anhörungen, Experten-Workshops, Fachgesprächen, Veranstaltung von Vortragsreisen, Durchführung von Befragungen und Studien, sogenannten Wahlprüfsteinen sowie Bundestagspetitionen.
Die wichtigsten politischen Ziele des Vereins werden durch eine UserVoice-Abstimmung von den Mitgliedern festgelegt. Sie fallen vor allem in die Themenbereiche Sozialversicherung und Rechtssicherheit, Bürokratieabbau sowie Gründungsförderung. Im Bereich der Sozialversicherung setzt sich der Verband gegen bestehende hohe Mindestbeiträge zur Kranken- und Pflegeversicherung für Selbstständige ein, für eine sinnvoll ausgestaltete Altersvorsorgepflicht und für Rechtssicherheit bei der Prüfung auf Scheinselbstständigkeit.

## Entstehung
Der Verein entstand unter anderem aus bundesweiten Protestaktionen gegen Kürzungen des Gründungszuschusses und anderer Gründungsförderungen.
Die vom späteren VGSD-Vorstandsmitglied Tim Wessels im April 2012 eingereichte Bundestagspetition gegen eine einkommensabhängige Rentenversicherungspflicht für Selbstständige mobilisierte 80.000 Mitzeichnende. Letztlich wurde das Gesetzesvorhaben zurückgezogen. Tim Wessels erhielt hierfür 2013 den mit 50.000 Euro dotierten Werner-Bonhoff-Preis wider den §§-Dschungel.

## Entwicklung und Meilensteine
Die im Mai 2016 an Staatssekretärin Yasmin Fahimi übergebene Petition „Thema Scheinselbstständigkeit – Rechtssicherheit für Selbstständige und ihre Auftraggeber“ erzielte rund 22.000 Mitzeichnungen. Sie wurde zusammen mit weiteren Aktivitäten von der VGSD-Arbeitsgruppe Scheinselbstständigkeit initiiert. Christa Weidner, eine Sprecherin der Arbeitsgruppe zur Scheinselbstständigkeit wurde für ihr Engagement im VGSD, insbesondere eine bundesweite Vortragsreise, ebenfalls mit dem Werner-Bonhoff-Preis wider den §§-Dschungel 2016 ausgezeichnet.
Die vom VGSD unterstützte ADESW-Kampagne „Experten-Arbeit-retten“, in deren Rahmen 120.000 Mails und 11.000 Briefe von Selbstständigen an Abgeordnete versendet wurden, gewann den Politikaward 2016 in der Kategorie Gesellschaftliche Kampagne.
Ende 2018 befragte der VGSD knapp 2000 Selbstständige in einer Online-Befragung, hauptsächlich aus den Bereichen IT und Engineering, zu den Auswirkungen der Rechtsunsicherheit bezogen auf gesetzliche Regelungen zur Scheinselbstständigkeit bei der Beauftragung von externen Experten. Im Ergebnis der Befragung zeichnete sich ein Trend zur Verlagerung von Aufträgen ins Ausland ab.
Gemeinsam mit dem Bundesverband der Dolmetscher und Übersetzer (BDÜ) und dem Bundesverband Direktvertrieb Deutschland (BDD) sowie 16 weiteren mitzeichnenden Verbänden, erreichte der VGSD, dass seit Januar 2019 bei der Beitragsberechnung zur gesetzlichen Krankenversicherung ein niedrigeres Mindesteinkommen für freiwillig Versicherte und Selbstständige zugrunde gelegt wird, wodurch die Mindestbeiträge zur gesetzlichen Krankenversicherung für Selbständige um 56 Prozent gesenkt wurden. Dazu hatten die Verbände beim Münchener Institut für Gesundheitsökonomik (IfG) eine Studie beauftragt, eine Befragung mit 8.000 Teilnehmenden, und eine Petition mit 25.000 Mitzeichnenden durchgeführt.
VGSD-Mitglied Vera Dietrich initiierte 2018 eine Bundestagspetition gegen Abmahnmissbrauch und veranlasste damit ein Gesetzgebungsverfahren zu diesem Thema (Gesetz zur Stärkung des fairen Wettbewerbs). Das Gesetz führte in der Folge zu einem Rückgang missbräuchlicher Abmahnungen.
2019 wurde der VGSD an vier Fachgesprächen des Bundesministeriums für Arbeit und Soziales zur Ausgestaltung der geplanten Altersvorsorgepflicht für Selbstständige und daraufhin an drei Fachgesprächen zur Reform des Statusfeststellungsverfahrens beteiligt. Mit dem 1. April 2022 trat eine Reform des Statusfeststellungsverfahrens in Kraft, die jedoch die Anregungen der angehörten Verbände nicht berücksichtigte.
Um 2020 mit Fakten zu belegen, dass Selbstständige von der Corona-Krise in besonderem Maße betroffen waren, führte der Verband mehrere Umfragen mit insgesamt fast 40.000 Teilnehmenden durch, die vom Deutschen Institut für Wirtschaftsforschung, dem Zentrum für Europäische Wirtschaftsforschung und der Universität Trier ausgewertet wurden. Eine Ende Mai 2020 durch den VGSD initiierte Bundestagspetition für effektivere Hilfen wurde von mehr als 58.000 Mitzeichnenden unterstützt und führte zur Einführung der Neustarthilfe im Januar 2021. Der Verband beteiligte sich daneben an der Finanzierung von Gerichtsprozessen von Mitgliedern für Entschädigungen aufgrund von Betriebsschließungen und für die Verteidigung gegen unberechtigte Vorwürfe des Subventionsbetruges, bezogen auf erhaltene Coronahilfen.
Seit 2021 besteht eine Kooperation mit dem Internetdienstleister Jimdo und dem Ifo Institut für Wirtschaftsforschung, die zu einem Ausbau des dem Ifo-Geschäftsklimaindex zugrundeliegenden Panels um Solo- und Kleinstunternehmen mit bis zu 5 Mitarbeitenden sowie zur Einführung einer differenzierten Berichterstattung nach Unternehmensgröße führte.

## Organisation
In Hinblick auf die Mitglieder unterscheidet der VGSD zwischen Vereins- und kostenloser Communitymitgliedschaft. Regionalgruppen treffen sich regelmäßig unter anderem in Berlin (Gruppe Berlin-Brandenburg), Bremen, Düsseldorf, Dortmund (Gruppe Ruhrgebiet), Frankfurt am Main (Gruppe Rhein-Main), Hamburg, Hannover, Karlsruhe, Kassel, Koblenz, Köln, Leipzig, Mainz (Rheinhessen), Mannheim (Rhein-Neckar), München, Nürnberg, Osnabrück (OWL) und Stuttgart. Wöchentlich finden Videokonferenzen mit Experten, sogenannte „Experten-Talks“, zu Fachthemen aus den Bereichen Recht, Steuern, Sozialversicherung, Vorsorge/Versicherungen, Kundengewinnung, Selbstmanagement und Eigenmarketing statt.
Vereinsvorstände sind der Münchner Kaufmann Andreas Lutz, die Karlsruher Beraterin Silke Wüstholz und der Münchner Social-Media-Berater Jonas Fartaczek. Geschäftsführer ist Max Hilgarth.

## Mitgliedschaften und Kooperationen
Der VGSD ist Gründungsmitglied der seit 2017 existierenden Bundesarbeitsgemeinschaft Selbstständigenverbände (BAGSV), einem Zusammenschluss aus rund 30 Verbänden mit hohen Anteilen von Soloselbstständigen unter ihren insgesamt gut 100.000 Mitgliedern. Initiatoren der Arbeitsgemeinschaft sind Andreas Lutz (VGSD) und Victoria Ringleb (AGD). Zusammen mit Marcus Pohl (ISDV) und Jan-Peter Wahlmann (AGD) ist Lutz Sprecher der BAGSV.
Von 2019 bis 2021 war der VGSD Mitglied der MittelstandsAllianz, einem Zusammenschluss von rund 40 Berufs- und Wirtschaftsverbänden. Auf Landesebene ist der Verband Mitglied der Vereinigung der Bayerischen Wirtschaft und war hier unter anderem an der Entwicklung von Positionspapieren sowie an Podien beteiligt.